# Pont de Mirabeau
Die Pont de Mirabeau ist eine französische Straßenbrücke zwischen den Départements Vaucluse und Bouches-du-Rhône, über die die Départementstraße 996 die Durance überquert. Die Pylone einer der heutigen Brücke vorausgehenden Hängebrücke sind seit 1988 als historisches Baudenkmal eingestuft.

## Geografie
Die Schlucht von Canteperdrix oder Schlucht von Mirabeau ist eine Verengung des Durance-Tals zwischen den Gemeinden Mirabeau in Vaucluse und Jouques in Bouches-du-Rhône, wo sich der um das Luberon-Gebirge herumführende Fluss seinen Weg durch steile Kalksteinfelsen bahnt. An dieser günstigen, schon von alters her bekannten Übergangsstelle ist es seit dem 15. Jahrhundert zum Bau zahlreicher Brücken gekommen.
Die nächsten Straßenüberquerungen der Durance befinden sich auf Höhe von Pertuis 18 Kilometer flussabwärts und bei Manosque 20 Kilometer flussaufwärts.

## Gegenwärtige Brücke
Die gegenwärtige Brücke ist eine rund 200 m lange Stahlverbundbrücke aus zwei parallelen Vollwandträgern und einer Stahlbetonplatte, die von drei Doppelpfeilern gestützt wird. Sie wurde zwischen November 1988 und 1990 gebaut; die alte Hängebrücke aus der Zeit nach dem Ersten Weltkrieg wurde abgerissen.

## Geschichte
Die Pont de Mirabeau, Namensvetter der von Guillaume Apollinaire besungenen Brücke in Paris, hat eine sehr wechselvolle Geschichte.
In der Antike führte an dem Ort die alte Römerstraße von Aix-en-Provence nach Riez vorbei. Seit der ersten Hälfte des 13. Jahrhunderts wurden nachweislich Seilfähren zur Überfahrt eingesetzt. Die 19 Meter langen, 5 Meter breiten und 80 Zentimeter hohen Fähren wurden aus Lärchenholz gefertigt und vom Fährmann mit Hilfe von Stangen, Seilen und Tauen bewegt.
Das erste Brückenbauvorhaben geht ins 15. Jahrhundert zurück. Die verschiedenen errichteten „Mirabeau-Brücken“ wurden in den Jahren 1440, 1635, 1843 und 1881 vollständig oder teilweise von Hochwassern der Durance zerstört und jedes Mal wieder neu aufgebaut, was womöglich auf den erhobenen lukrativen Wegzoll zurückzuführen ist.
Nach zwei erfolglosen Brückenbau-Projekten 1816 und 1817 verfolgte Marc Seguin 1825 die Idee einer Hängebrücke, die Jean-François Théophile Sauzet sechs Jahre später zu verwirklichen begann. Die Hängebrücke war überdimensional und ein Wunderwerk der Baukunst. Sie hatte eine Länge von 150 Metern und war 5,50 Meter breit. Die Aufhängungen waren an zwei heute noch stehenden neoromanischen Pylonen verankert, die per Dekret seit dem 6. Juli 1988 im Zusatzverzeichnis der Monument historiques eingetragen sind. Dem Pylon gegenüber von Mirabeau verzeichnete bis ca. 1980 auf der heute weitgehend zerstörten Erinnerungstafel, dass dieses Projekt durchgeführt wurde von Jean Laurent Isidore Cayre (1800–1863), Leiter des Brücken- und Straßenamtes der Commune de résidence: Aix-en-Provence (Bouches-du-Rhône).

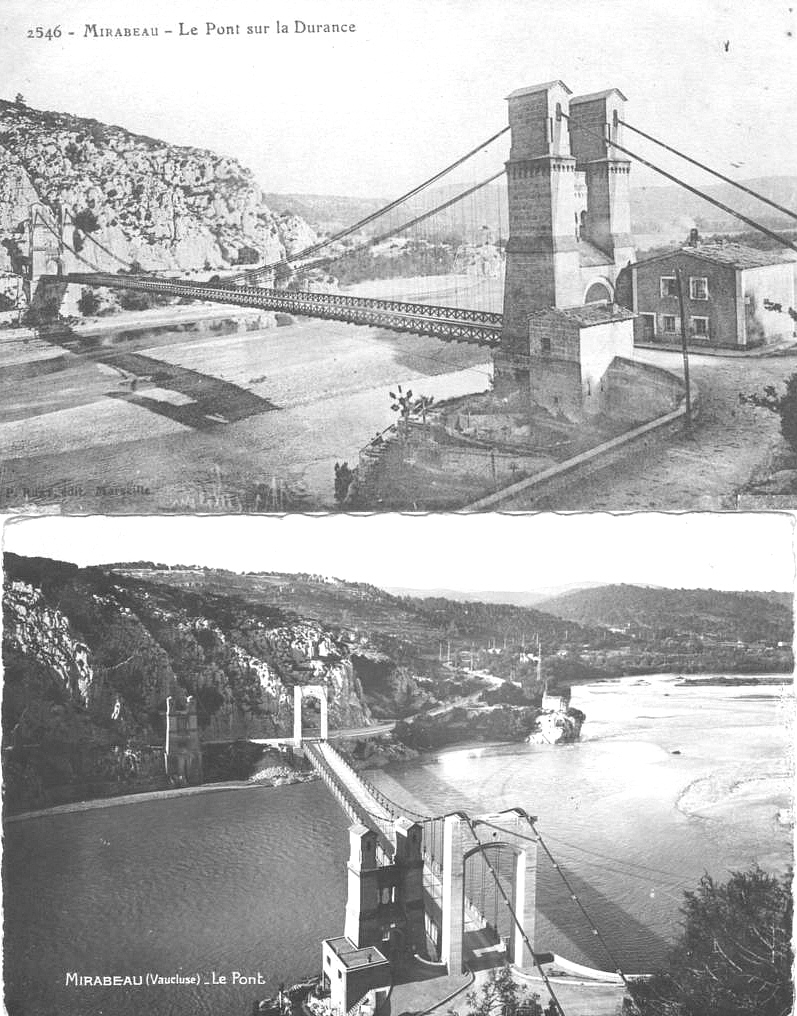
Zwei Vorgängerbrücken

Die 1835 fertiggestellte Brücke wurde am 2. November 1843 von einem starken Hochwasser fortgerissen und 1845 wieder aufgebaut.
Die Brücke wurde ab dem 14. Dezember 1830 für 34 Jahre und 10 Monate Sauzet zur Nutzung überlassen, der jedoch nach der Flut von 1843 die alleinige Übernahme der Reparaturkosten ablehnte. Nach einer Gerichtsverhandlung verlor er seine Konzession, die am 20. November 1845 neu an Chaffard vergeben wurde. Die Kosten für die Restaurierung beliefen sich auf 210.000 Francs, demgegenüber standen Wegzolleinnahmen in Höhe von 28.000 Francs pro Jahr.
Die Brücke wurde während des Ersten Weltkrieges zerstört und durch eine Hängebrücke mit einer Spannweite von 175 Metern ersetzt. Sie besaß eine Höhe von 14 Metern und war mit zwei 22 Meter hohen StahlbetonPylonen ausgestattet.
Es heißt, dass die Pont de Mirabeau jeweils einen Fuß in einem der vier angrenzenden Départements Alpes-de-Haute-Provence, Bouches-du-Rhône, Var und Vaucluse besaß und dass jeder Pfeiler sein Département auf einem Fries darstellte. Die Friese wurden von Antoine Sartorio angefertigt und befinden sich nun vereinigt auf der Kreisverkehrsinsel auf dem östlichen Ufer der Durance.
Während des Zweiten Weltkrieges versuchten die Alliierten, die Brücke von der Luft aus zu bombardieren, um den Rückzug der deutschen Panzer zu verzögern, was jedoch ohne Erfolg blieb. Die Sprengung der Brücke gelang schließlich Mitgliedern der Résistance am 17. August 1944. Während ihrer Nordoffensive verankerten amerikanischen Truppen am 20. August eine Schiffbrücke südlich der bestehenden Brücke.
1947 wurde die ehemalige Hängebrücke wieder aufgebaut.

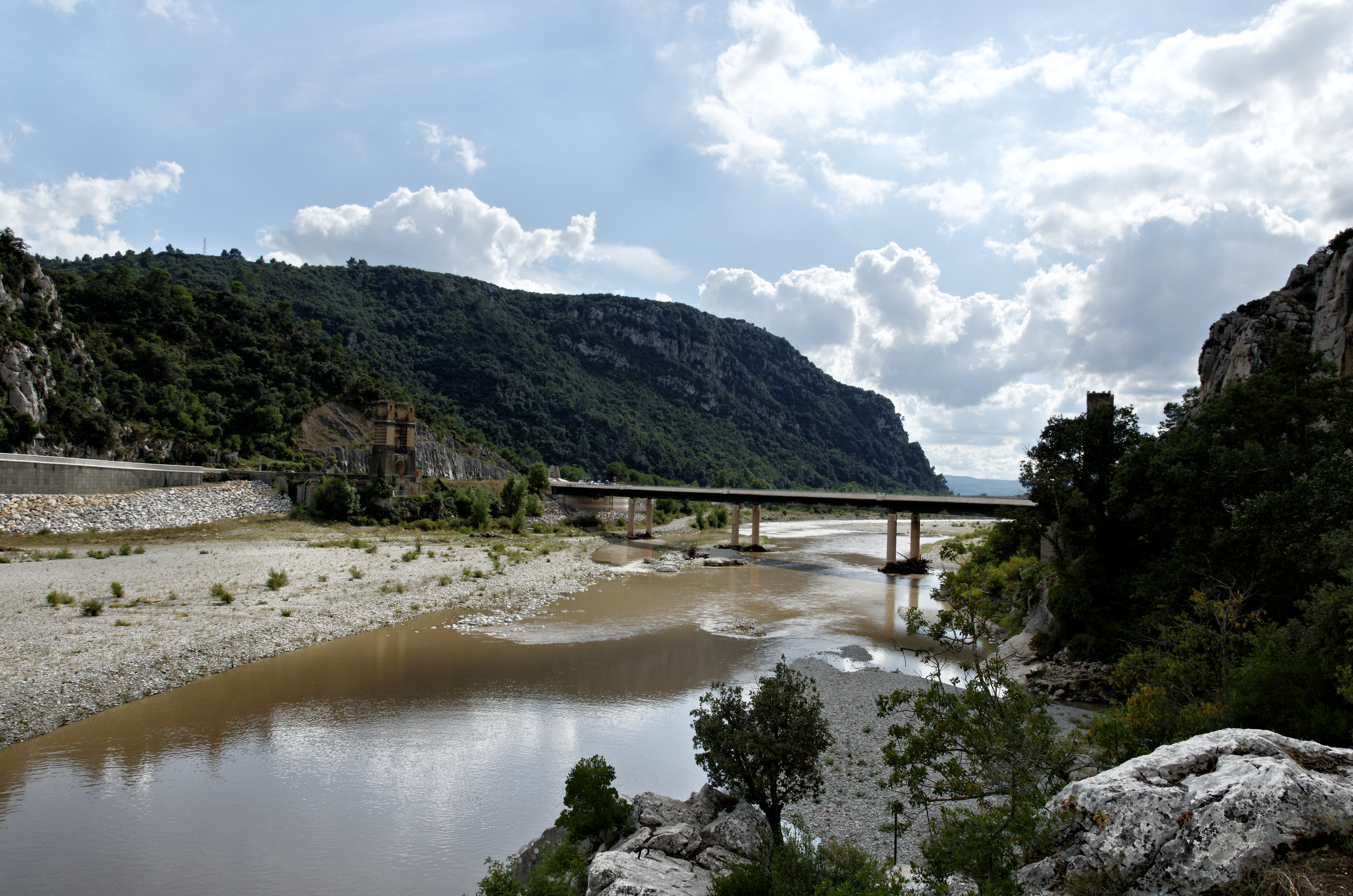
Schlucht von Canteperdrix, Blick von der Kapelle Ste-Madeleine

## Au pont de Mirabèu
Das provenzalische Volkslied Au pont de Mirabèu, im Original o-ou pon dé mirabéou, erzählt von der jungen Mirabelanerin Katherina, die ihre Kleider unter der Brücke wäscht, als drei Ritter vorbeikommen und um ihre Hand anhalten. Der erste fragt, ob sie bereits verheiratet ist, der zweite überreicht ihr einen Ring, der in die Durance fällt, der dritte stürzt sich ins Wasser und ertrinkt.
Von dem Lied existieren verschiedene Versionen auf Okzitanisch. Im Westen des Sprachraums singt man Al Pont de Mirabel mit Verweis auf die Gemeinde Mirabel in Südwestfrankreich, während sich das Lied im Osten auf Mirabeau bezieht. Die Melodie könnte slawischen Ursprungs sein, jedoch existieren von ihr keine schriftlichen Aufzeichnungen.
Interpretationen:
- Renat Sette auf seinem Album A cappella
- Miquela e lei chapacans[10]